# Thalassoma pavo

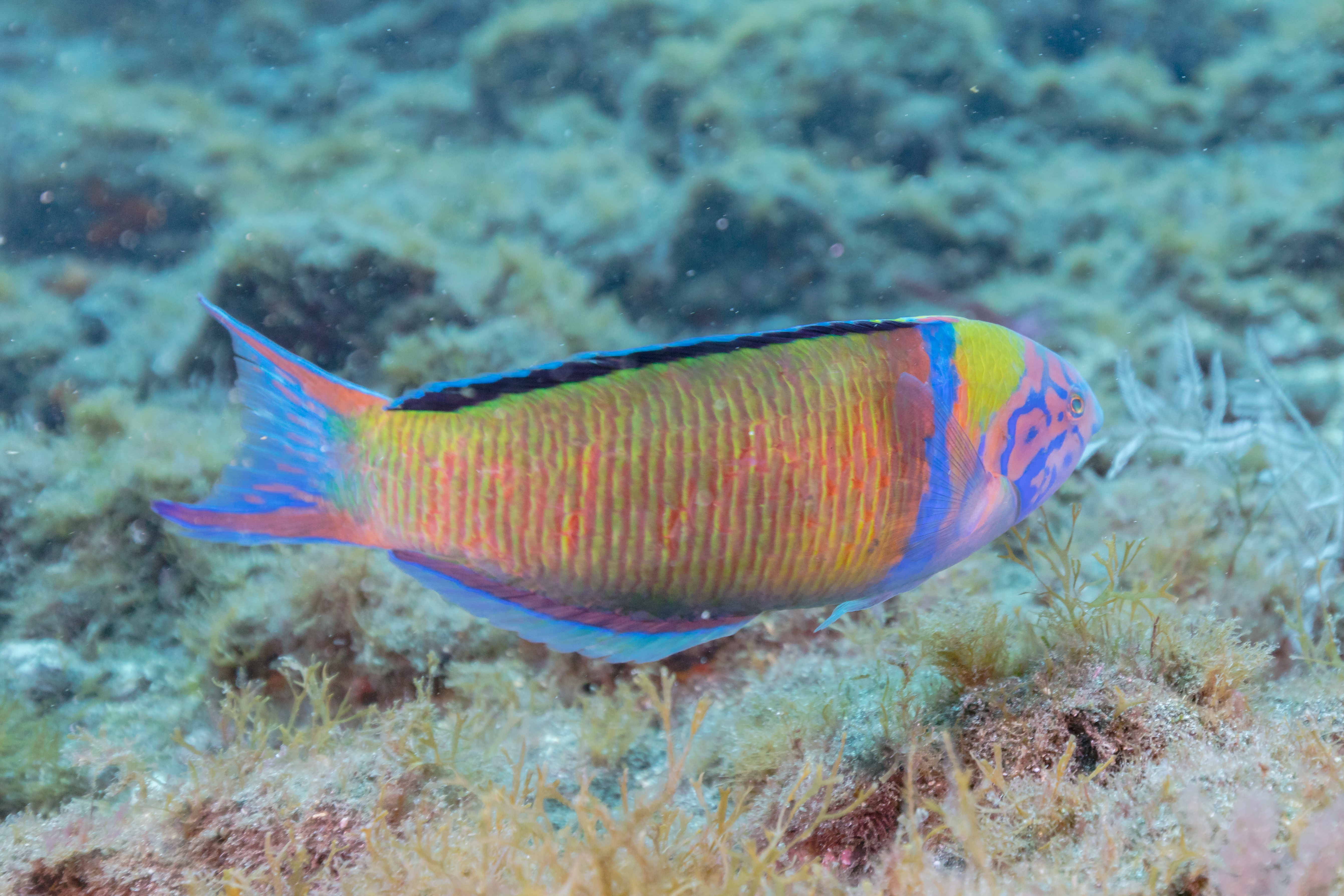
Esemplare al largo delle coste di Tenerife

La donzella pavonina (Thalassoma pavo Linnaeus, 1758) è un pesce osseo marino appartenente alla famiglia Labridae, comune nel mar Mediterraneo.

## Distribuzione e habitat
È diffusa nel Mar Mediterraneo e nell'Oceano Atlantico orientale dal Portogallo fino alle coste del Senegal e su varie isole atlantiche come Azzorre, Madera, Canarie e Capo Verde. Le segnalazioni lungo le coste africane fino al Gabon sono da ascriversi all'affine Thalassoma newtoni. Non è presente nel mar Adriatico settentrionale nè nel mar Nero. 
A partire dai primi anni 2000 si è assistito ad un ampliamento verso nord dell'areale mediterraneo di questa specie, probabilmente in seguito alla meridionalizzazione del mar Mediterraneo.
Vive sui fondali rocciosi ricchi di alghe e le praterie di Posidonia oceanica ben illuminati a basse profondità.Si incontra anche nei porti, soprattutto lungo le dighe frangiflutti, e attorno ai relitti. L'intervallo batimetrico va da 1 a 50 metri di profondità, molto raramente si può trovare fino a 150 metri.

## Descrizione
T. pavo ha corpo slanciato ma compresso ai lati, più alto che nella donzella; la testa è relativamente grande con occhi piccoli. La bocca è di modeste dimensioni, armata da denti appuntiti e curvi disposti in un'unica fila; le labbra sono fini. La pinna dorsale è lunga, di altezza uniforme, ha 8 raggi spiniformi e da 12 a 13 raggi molli. La pinna anale ha 3 raggi spinosi e 10-12 molli. La pinna caudale è tronca nei giovani, con la crescita i raggi esterni sia superiori che inferiori si allungano e nei maschi adulti ha forma nettamente lunata. Le pinne ventrali sono di modeste dimensioni mentre le pinne pettorali sono ampie. Le scaglie sono piccole. 
Si tratta di una delle specie di pesci mediterranei più vistose e colorate. La livrea cambia nettamente in base allo stadio vitale dell'animale. La livrea primaria, prevalentemente femminile, è caratterizzata da un disegno reticolato blu sulla testa e da cinque barre verticali dello stesso colore sul corpo che ha colore di fondo giallo dorato o verdastro; è presente e caratteristica una macchia nera a metà del dorso, nella parte superiore. Nella livrea secondaria scompaiono le linee blu verticali e la macchia nera dorsale, compare invece una banda blu verticale sul fianco all'altezza delle pinne pettorali, che hanno la punta scura e il colore di fondo diventa verde vivo con piccole linee rosse verticali sulle scaglie. La testa diventa rossa con le tipiche linee sinuose blu mentre le pinne diventano multicolori. I maschi adulti sono caratterizzati anche da corpo e testa più massicci oltre alla pinna caudale lunata. I giovanili sono invece completamente verdi con la macchia nera dorsale molto evidente che copre anche una parte della pinna dorsale.
La lunghezza può raggiungere i 20 cm, eccezionalmente fino a 25.

## Biologia

### Comportamento
Curiosa, viene attratta facilmente smuovendo sedimento dal fondo. Gli esemplari femminili e i giovani si muovono spesso in gruppi. Talvolta gli esemplari più giovani si nutrono dei parassiti esterni di altri pesci di maggiori dimensioni.

### Alimentazione
Si nutre di svariati organismi bentonici trai quali: molluschi, crostacei, echinodermi, policheti e celenterati. Consuma anche materiale vegetale come alghe rosse.

### Riproduzione
Come la donzella anche la donzella pavonina è ermafrodita proterogina, vale a dire che gli individui più giovani sono di sesso femminile e diventano maschi in età più avanzata. La riproduzione avviene in giugno-luglio. Uova e le larve sono pelagiche. 

### Predatori
Alcuni dei suoi principali predatori sono il barracuda mediterraneo e il lessepsiano pesce flauto.

## Acquariofilia
È una specie frequentemente allevata negli acquari mediterranei a causa della bellezza della livrea.

## Pesca
Viene catturata con nasse e tramagli e dai pescatori sportivi con lenze ma non ha grande interesse commerciale o gastronomico ed è adatta solo alla preparazione della zuppa di pesce.

## Conservazione
La specie è abbondante nell'areale e le popolazioni appaiono stabili con un certo incremento e ampliamento dell'areale nelle regioni settentrionali. La specie non è oggetto di pesca e non sembrano sussistere altre cause di minaccia. Per questi motivi la IUCN classifica T. pavo come "a rischio minimo", la categoria di minaccia più bassa.